# Tomáš Šedivý
Tomáš Šedivý alias MrTomcatCZ alias Tomáš Koláč (* 22. září 1996 Pardubice) je český youtuber, editor, fotograf a influencer.

## Život
Tomáš Šedivý se narodil Pavle Šedivé 22. září 1996 v Pardubicích, kde také vyrůstal. Základní vzdělání absolvoval na jazykové škole ZŠ Štefánikova Pardubice, kde se také seznámil s Janem Macákem, pozdějším kolegou a tvůrcem na YouTubovém kanále MenT. Následně vystudoval čtyřleté Gymnázium Mozartova Pardubice. Po maturitě v roce 2016 nastoupil na studium žurnalistiky na Fakultě sociálních věd Univerzity Karlovy, kde v roce 2019 pod vedením Filipa Lába dokončil bakalářské studium audiovizuálním diplomovým projektem Proměny fotografie pod tíhou digitální doby a zahájil navazující magisterský obor. V rámci studia i ve volném čase se zabývá fotografováním, teorií fotografie a vizuální kulturou. Je nadšencem především do analogové fotografie.

## Tvorba
Své první video publikoval na YouTube ve 12 letech v roce 2008. První video na současném kanále MrTomcatCZ zveřejnil 10. března 2011.
K natáčení her se dostal postupně přes videohru Minecraft, u které s kamarády trávil volný čas. Hlavní inspirací pro výrobu prvních herních videí mu byl v té době spolužák Jan Macák, jeden z prvních česko-slovenských tvůrců na YouTube. Úspěch videím zajistilo primárně členství ve videolabelu MineMovies. Herní videa se zaměřovala kromě Minecraftu také např. na Call of Duty, The Sims 4, Battlefield 3 nebo Grand Theft Auto V. Mimo to tvořil i vlogové formáty.
V roce 2017 se začal věnovat obsahu zaměřenému na analogovou fotografii. K fotografii se uchýlil hlavně proto, aby se zlepšil v natáčení videí, kompozici a práci se světlem. Teoretické základy získal převážně ze zahraničních videí na YouTube. U těchto zahraničních tvůrců se také inspiroval k vytvoření vlastních videí, která měla analog zpřístupnit i česky mluvícímu publiku.
V současné době[kdy?] se věnuje primárně práci na největším českém herním kanále MenT a často hostuje ve videích na reakčním kanále rady. Vlastní tvorbu momentálně směřuje převážně na síť Instagram. Také vydává vlastní herní videa na kanále Tomáš Koláč.